# Consolata Betrone
Consolata Betrone, au siècle Pierina Maria, née le 6 avril 1903 et morte le 18 juillet 1946, est une religieuse catholique italienne, de l'Ordre des clarisses capucines. Connue pour sa vie mystique, elle aurait notamment eut des manifestations du Sacré-Cœur de Jésus. Elle est reconnue vénérable par l'Église catholique.

## Biographie
Pierina Betrone naît le 6 avril 1903 à Saluces. Issue d'une famille nombreuse, ses parents sont restaurateurs. Dès l'âge de 13 ans, elle manifeste son désir de devenir religieuse. Le 8 décembre 1916, elle se consacre à la Vierge Marie. Le même jour, pendant la messe, le Christ lui aurait demandé : "Veux-tu être totalement mienne ?" Ce à quoi elle répondit oui. L'année suivante, la famille Betrone déménage à Turin, et Pierina affronte diverses difficultés spirituelles et les tentations d'une vie mondaine.
Après trois échecs d'entrer dans la vie religieuse, elle suit le conseil de son confesseur d'entrer chez les clarisses capucines de Turin. Bien qu'elle ne se sente pas attirée par cet ordre, préférant être missionnaire, elle obéit. Le 28 février 1930, elle fait sa prise d'Habit sous le nom de sœur Maria Consolata. Ce jour-là le Christ lui aurait dit : « Je te demande que cela : un acte continu d'amour ». Au cours de ses 16 ans de vie cloîtrée, elle fut
cuisinière, portière et cordonnière. En 1939, elle fut envoyée au couvent de Moriondo Torinese, où elle fut infirmière et secrétaire.
Elle mène une vie ordinaire mais tâche de réaliser chaque chose avec amour pour Dieu et abnégation. Elle s'impose de dures pénitences et s'offre comme victime pour les pécheurs. Le Christ lui aurait fait part de son désir que s'établisse une "armée de petites âmes" qui aiment et se sacrifient pour les pécheurs. Il se serait plaint auprès de sœur Consolata que les hommes craignent Dieu et se jettent tout seuls en enfer, alors qu'il n'est qu'amour et qu'il suffit de lui faire confiance. Il lui aurait donné cette prière à réciter sans interruption :

« Jésus, Marie, je vous aime ! Sauvez les âmes. »

Son confesseur, Lorenzo Sales (1889-1972), d'abord sceptique face à sa vie mystique, lui demande en 1935 de tenir un journal spirituel. Le Christ se manifesterait régulièrement à elle sous forme de locutions intérieures et lui montrerait ses souffrances, causées notamment par les péchés des prêtres et des religieuses. Sœur Consolata se dit unie aux souffrances du Christ, notamment par les souffrances spirituelles qu'elle dit ressentir avec beaucoup de douleurs. En 1939 elle écrit : « Il me coûte de mourir peu à peu. » Son état de santé se dégrade et elle accentue ses pénitences. La Seconde Guerre mondiale prive le couvent de nourriture, ce qui n'arrange rien au cas de Sœur Consolata. Elle offre tout au Christ en réparation des péchés. Fin 1944, son teint cadavérique pousse sa supérieure à faire appel à un médecin. Son constat est le suivant : « Cette sœur n’a pas de maladies : elle est à bout de forces ». Transférée au sanatorium, elle est atteinte d'une grave forme de tuberculose, qu'elle a contractée au contact d'une sœur qu'elle soignait. Elle meurt le 18 juillet 1946 au couvent de Moriondo Torinese.

## Béatification
La cause pour la béatification et la canonisation de Consolata Betrone débute le 8 février 1995 à Turin. L'enquête diocésaine est clôturée le 7 avril 2000, et envoyée à Rome pour y être étudiée par la Congrégation pour les causes des saints.
À la suite de l'avis favorable des différentes commissions, le pape François procède à la reconnaissance des vertus héroïques de Consolata Betrone le 6 avril 2019, lui attribuant ainsi le titre de vénérable.

## Spiritualité
Son père spirituel Lorenzo Sales a décrit la spiritualité de la toute petite voie d'amour de sœur M. Consolata Betrone qui, en résumé, comporte :
- La répétition de la prière jaculatoire appelée l’acte incessant d’amour « Jésus, Marie, je vous aime, sauvez les âmes » qui contient le double commandements d'amour envers Dieu et son prochain

- La Virginité de la langue en disant seulement ce qui est vrai, nécessaire et utile.

- La Virginité du cœur pour ne pas m’occuper de ce qui manque de respect ou de discrétion

- La Virginité de l’esprit afin de ne rien supposer qui pourrait me perturber inutilement

- La Lutte contre les repliements de l’âme sur elle-même pour accepter ce qui m’arrive de négatif à cause des autres ou des circonstances

- Un effort plus important que le résultat

- Le “oui” à tous avec le sourire en voyant et traitant Jésus en tous.

- Le “oui” avec remerciement à tout ce que Dieu veut et dispose.